# Emanželinskij rajon
L'Emanželinskij rajon (in russo Еманжелинский район?) è un rajon dell'oblast' di Čeljabinsk, nella Siberia occidentale; il capoluogo è la città di Emanželinsk.